# Ypupiara
Ypupiara lopai
Genre
Espèce
Ypupiara (signifiant « celui qui vit dans l'eau ») est un genre fossile de dinosaures du clade des Theropoda de la sous-famille des Unenlagiinae de la formation Marília (en) du Crétacé supérieur du Brésil. C'est le premier membre des Dromaeosauridae à être découvert en Amérique du Sud et le premier membre des Unenlagiinae à être découvert, mais pas le premier à être identifié comme tel. Le type et la seule espèce, Ypupiara lopai, est connu uniquement à partir d'un spécimen qui a été détruit dans un incendie en 2018.

## Découverte et dénomination
L'holotype, DGM 921-R, un maxillaire et un dentaire droits (qui ont été associés à une mâchoire de poisson), a été découvert dans une couche de la formation Marília du Crétacé supérieur du Brésil. Il a été trouvé par Alberto Lopa entre 1940 et 1960, après quoi Llewellyn Ivor Price a répertorié le fossile comme appartenant à un vertébré indéterminé. Le spécimen a ensuite été entreposé au Musée national du Brésil et n'a plus été reconnu pendant 80 ans.
Des photographies de l'holotype ont été prises peu de temps avant qu'il ne soit détruit lorsque le musée dans lequel il était hébergé a été fortement endommagé par un incendie le 2 septembre 2018 ,,,. L'article nommant et décrivant l'holotype devait être soumis à peu près en même temps que l'incendie qui a détruit le fossile, mais a été retardé à cause de celui-ci. Le nom générique, Ypupiara, est dérivé d'un mot Tupi signifiant « celui qui vit dans l'eau », en référence à une créature mythologique locale et à son régime alimentaire présumé composé de poissons. Le nom spécifique, lopai, rend hommage au découvreur de l'holotype.
À peu près au même moment où l'holotype de Ypupiara a été découvert, un seul métatarse appartenant à un Dromaeosauridae a été trouvé. Ce spécimen, connu sous le nom de « Lopasaurus » (signifiant « lézard d'Alberto Lopa »), a été perdu quelque temps après la mort de Llewellyn Ivor Price en 1980. Il a été identifié par Brum et al. (2021), où ils ont provisoirement rattaché « Lopasaurus » aux Unenlagiinae, mais ils n'ont pas pu déterminer s'il représente le même taxon que Ypupiara, en raison du manque de matériel se complétant.

## Description
D'après la taille du matériel fossile préservé, on estime que Ypupiara mesurait environ 2 à 3 mètres de long à l'âge adulte. On suppose que Ypupiara s'attaquait à des animaux plus petits, notamment des mammifères, des reptiles et des poissons.

## Classification
Pendant les 80 ans qui ont précédé sa description, Ypupiara a été classé parmi les vertébrés indéterminés. Ce n'est qu'après sa description en 2021 par Brum et al. qu'il a été reconnu comme un Theropoda appartenant aux Unenlagiinae. Ypupiara s'est avéré être le taxon frère de Austroraptor.
|  | Buitreraptor  |
|  |               |
|  | Neuquenraptor |
|  |               |
|  | Unenlagia     |
|  |               |

|  | Austroraptor |
|  |              |
|  | Ypupiara     |
|  |              |

|  | Buitreraptor  |
|  |               |
|  | Neuquenraptor |
|  |               |
|  | Unenlagia     |
|  |               |

|  | Austroraptor |
|  |              |
|  | Ypupiara     |
|  |              |

|  | Buitreraptor  |
|  |               |
|  | Neuquenraptor |
|  |               |
|  | Unenlagia     |
|  |               |

|  | Austroraptor |
|  |              |
|  | Ypupiara     |
|  |              |

|  | Buitreraptor  |
|  |               |
|  | Neuquenraptor |
|  |               |
|  | Unenlagia     |
|  |               |

|  | Austroraptor |
|  |              |
|  | Ypupiara     |
|  |              |